# خودکشی ناموفق
خودکشی ناموفق یا خودکشی غیر کشنده حالتی است که فرد پس از انجام خودکشی زنده می‌ماند.

## همه گیرشناسی
طبق برآوردهای مؤسسه ملی بهداشت روان ایالات متحده آمریکا هر خودکشی موفق پس از دست کم ۱۱ مورد اقدام به خودکشی صورت می‌پذیرد. انجمن آمریکایی خودکشی شناسی این رقم را حتی تا ۲۵ مورد اعلام نموده‌است. با در نظر گفتن این آمار می‌توان گفت که نزدیک به ۹۲ تا ۹۶٪ خودکشی‌ها ناموفق هستند. نرخ موارد غیر کشنده خودآزاری در مقایسه با خودکشی ناموفق در زنان به‌طور چشم‌گیری بیشتر است.

## نیمه خودکشی و خودآزاری
برخی خودکشی شناسان بیشتر موارد اقدام به خودکشی را در حوضه نیمه خودکشی و خودآزاری مورد بررسی قرار می‌دهند.

## روش‌ها
آمار مرگ و میر ناشی از برخی روش‌های خودکشی از دیگر روش‌ها بیشتر است. به‌طور مثال می‌توان به خودکشی با سلاح گرم با ۹۰٪ نرخ مرگ، خودکشی به وسیله سم با ۷۵٪ و خودکشی با مصرف بیش از حد دارو با تنها ۳٪ نرخ مرگ اشاره نمود.

## فراوانی
خودکشی ناموفق مهم‌ترین پیش‌بینی‌کننده احتمال خودکشی موفق فرد در آینده می‌باشد. آمار خودکشی در بین افرادی که خودآزاری کرده یا خودکشی ناموفق داشته‌اند، صدها برابر افراد معمولی است. براساس برآوردها ۱۰ تا ۱۵٪ اقدام به خودکشی‌ها منجر به مرگ شده‌است. نیز آمار مرگ در ماه‌ها و سال اول اقدام به خودکشی بیش از زمان‌های دیگر می‌باشد. نزدیک به ۱٪ افرادی که خودکشی ناموفق داشته‌اند، در سال اول می‌میرند.

## پی آمدها
اقدام به خودکشی اگر منجر به مرگ فرد نشود، آسیب بسیار شدیدی به وی وارد می‌کند. سالانه حدود ۳۰۰،۰۰۰ آمریکایی از خودکشی جان سالم به در می‌برند که از این میزان ۱۱۶،۰۰۰ تن بستری شده و ۱۱۰،۰۰۰ تن پس از مداوا از بیمارستان مرخص می‌شوند. متوسط هزینه زمانی و مالی بستری شدن در بیمارستان به سبب اقدام به خودکشی به ترتیب ۱۰ روز و ۱۵،۰۰۰ دلار برآورد شده‌است.۱۹،۰۰۰ تن از افرادی که خودکشی ناموفق را تجربه می‌کنند نیز به‌طور کامل تا آخر عمر معلول می‌شوند که برآورد هزینه مالی آن نیز ۱۲۷،۰۰۰ دلار می‌باشد.

## خودکشی در قانون
در طول تاریخ مسیحیان افراد خودکش را کافر قلمداد می‌کرده‌اند و در اسلام نیز آن را گناه کبیره می‌دانستند. همچنین برخلاف امروز عمل خودکشی در قوانین بیشتر کشورها جرم محسوب می‌شد. با این حال در بیشتر کشورهای اسلامی هنوز آن را یک جرم به حساب می‌آورند. در قرن ۱۹ میلادی در انگلیس عمل خودکشی همچون قتل می‌توانست حتی منجر به اعدام فرد شود. در ایالات متحده آمریکا خودکشی جرم نیست اما تبعاتی برای فرد در بر دارد. با این حال در اروپا هیچ کشوری وجود ندارد که خودکشی را جرم به حساب آورد. در کشور سنگاپور و هند کسی که اقدام به خودکشی می‌کند، در صورت زنده ماندن ممکن است به یک سال زندان محکوم شود. براساس قانونی که در سال ۲۰۱۲ در کشور اوگاندا به تصویب رسید، خودکشی نیز یک جرم تلقی شد. در کشور غنا هم چنین قانونی در سال ۲۰۱۳ به تصویب رسید.